# Philippe Lefebure
Philippe Henri Marie Lefebure (* 19. Juni 1908 in Sannois; † 5. Juni 1973 in Toulon) war ein französischer Eishockeytorwart.

## Karriere
Philippe Lefebure nahm für die französische Eishockeynationalmannschaft an den Olympischen Winterspielen 1928 in St. Moritz teil. Auf Vereinsebene spielte er für den Club des Patineurs de Paris.